# Koyun Baba
Koyun Baba († um 1468) war ein türkischer Kalender-Mönch. Der Name bedeutet wörtlich „Schafvater“ oder auch „Schafheiliger“.
Koyun Baba gilt in der Volkstradition als Nachfahre des Propheten Mohammed und Zeitgenosse des Mystikers Hacı Bektaş Veli. Über Koyun Babas Leben ist nichts sicher bekannt. Möglicherweise war er identisch mit der Figur des Pamuk Baba („Baumwoll-Vater“). Es sind jedoch verschiedene Erzählungen über Koyun Baba überliefert. Eine Überlieferung ist die Vilâyetnâme-i Koyun Baba, ein anonymes Werk aus dem 16. Jahrhundert. Laut einer dieser Überlieferungen erhielt er den Namen, weil er nicht sprach, sondern lediglich fünfmal täglich, jeweils zum Zeitpunkt des rituellen islamischen Gebets, wie ein Schaf blökte. Gemäß dem anonymen Werk Vilâyetnâme-i Koyun Baba aus dem 16. Jahrhundert stammte er aus Chorasan, pilgerte nach Mekka und bereiste Medina und Kerbela, bevor er nach Anatolien kam.
Sultan Bayezid II. ließ in Osmancik, wo er gewohnt haben soll, ihm zu Ehren ein prächtiges Grabmal und ein Bektaschi-Konvent errichten. Erwähnt wird dieses Konvent in der berühmten Reisebeschreibung („Seyahatname“) von Evliya Çelebi. Im dritten Band heißt es:
Auf der Seite von Kaiseriya, auf dem Yılanlı-Berg, liegt der Koyun-Baba-Konvent. Auch dieser ist ein Kloster der Bektaşis. […] Der Konvent des Koyun-BabaSultan ist ein musterhafter Derwischkonvent auf dem Yılanlı-Berg.
Noch heute tragen Brücken und Viertel in der Türkei den Namen des Koyun Baba. Dazu gehört die Koyun-Baba-Brücke in Osmancık (Çorum), die Sultan Bayezid II. errichten ließ.